# 阿根比尔
阿根比尔是德国巴登-符腾堡州的一个市镇。总面积76.37平方公里，总人口6069人，其中男性3066人，女性3003人（2011年12月31日），人口密度79人/平方公里。